# Чернов, Никита Александрович
Ники́та Алекса́ндрович Черно́в (род. 14 января 1996, Волжский, Волгоградская область) — российский футболист, защитник московского «Спартака», выступающий на правах аренды за «Крылья Советов». Мастер спорта России (2015).

## Клубная карьера

### Ранние годы
Родители были волейболистами. Чернов занимался плаванием, тхэквондо, большим теннисом, в школе в класс пришёл тренер и спросил, кто хочет заниматься футболом, и Чернов поднял руку. Начал карьеру в волжской «Энергии». Первый тренер — Владимир Викторович Смуров. Позднее перешёл в академию ЦСКА. Летом 2013 года начал привлекаться в молодёжную команду. Дебютировал в молодёжном первенстве 16 июля 2013 года в матче 1-го тура против «Урала» (3:0). Первый мяч за молодёжную команду ЦСКА забил 23 марта 2014 года в матче 22-го тура против «Анжи» (1:2). Всего за ЦСКА в молодёжном первенстве провёл 58 матчей и забил 12 мячей.

### ЦСКА и аренды
26 июля 2014 года вместе с ЦСКА стал обладателем Суперкубка, в матче был обыгран «Ростов» (3:1), но Чернов на поле не вышел. 3 сентября 2014 года был заявлен для участия в Лиге чемпионов 2014/15, 17 сентября 2014 года попал в заявку на матч с «Ромой» (1:5), но на поле не вышел. Дебютировал за ЦСКА 24 сентября 2014 года в матче 1/16 финала Кубка России против дзержинского «Химика» (2:1). 3 марта 2015 года ЦСКА подписал новое соглашение с Черновым до конца 2019 года.
27 января 2016 года был арендован клубом ФНЛ «Балтикой» до конца сезона 2015/16. 19 февраля 2016 года получил тяжёлую травму и так и не провёл ни одного матча за клуб. 24 июня 2016 года перешёл на правах аренды до конца сезона 2016/17 в другой клуб ФНЛ — «Енисей». Дебютировал за клуб 11 июля 2016 года в матче 1-го тура первенства ФНЛ против «Нефтехимика» (0:1), проведя на поле весь матч. Единственный мяч за клуб забил 21 сентября 2016 года в матче 1/16 финала Кубка России в ворота ЦСКА (2:1), тем самым выбив его из розыгрыша кубка. Всего в сезоне 2016/17 провёл за «Енисей» во всех турнирах 33 матча и забил один мяч.
4 августа 2017 года перешёл в «Урал» на правах аренды до конца сезона 2017/18. В чемпионате России дебютировал 11 сентября 2017 года в домашнем матче 9-го тура против «СКА-Хабаровска» (1:1), проведя на поле весь матч. Всего за «Урал» провёл 14 матчей во всех турнирах, также провёл один матч в молодёжном первенстве и два матча за фарм-клуб «Урал-2» в ПФЛ. После окончания арендного соглашения вернулся в ЦСКА.
Летом 2018 года завершили свои карьеры Алексей и Василий Березуцкие, а также Сергей Игнашевич, и Чернов начал сезон в качестве основного защитника. 27 июля 2018 года провёл полный матч за Суперкубок против московского «Локомотива» (1:0) и стал его обладателем. С июля по октябрь 2018 года выходил в стартовом составе во всех матчах ЦСКА. 19 сентября 2018 года дебютировал в Лиге чемпионов в матче против «Виктории» (2:2). С ноября 2018 года не провёл ни одного матча за команду, оставаясь в запасе. Всего за ЦСКА во всех турнирах провёл 21 матч и забил один мяч.

### «Крылья Советов»
30 июля 2019 года перешёл в самарские «Крылья Советов», подписав контракт на три года. Дебютировал за клуб 3 августа 2019 года в матче 4-го тура чемпионата России против московского «Локомотива» (1:2), проведя на поле весь матч. Первый мяч за «Крылья Советов» забил 8 декабря 2019 года в матче 19-го тура чемпионата России против «Урала» (2:3). В сезоне 2019/20 провёл 23 матча и забил один мяч, а его клуб по итогам сезона вылетел в ФНЛ. В сезоне 2020/21 провёл за «Крылья Советов» во всех турнирах 37 матчей, забил три мяча и помог команде вернуться в Премьер-лигу. Всего за клуб выступал с 2019 по 2021 год, провёл во всех турнирах 76 матчей и забил пять мячей.

### «Спартак»
4 февраля 2022 года московский «Спартак» объявил о переходе Чернова, контракт рассчитан до 2026 года и должен был вступить в силу с 1 июня 2022 года. Однако по решению клубов трансфер состоялся 22 февраля 2022 года. Дебютировал 2 марта в домашнем матче 1/8 финала Кубка России против «Кубани» (6:1), выйдя на 78-й минуте вместо Георгия Джикии. В чемпионате России за «Спартак» впервые сыграл 10 апреля в домашнем матче 24-го тура против тульского «Арсенала» (3:0), проведя на поле весь матч. 29 мая 2022 года вместе со «Спартаком» стал обладателем Кубка России, но Чернов в финальном матче против московского «Динамо» (2:1) на поле не вышел. Всего в сезоне 2021/22 провёл во всех турнирах семь матчей. Первый мяч за клуб забил 23 ноября 2022 года в матче 5-го тура группового этапа Кубка России против «Крыльев Советов» (1:2). Всего в сезоне 2022/23 провёл во всех турнирах 33 матча, забил один мяч и стал бронзовым призёром чемпионата России. В сезоне 2023/24 провёл за «Спартак» во всех турнирах 29 матчей, в которых отличился одной результативной передачей. В сезоне 2024/25 сыграл за клуб в 11 матчах, отдав одну голевую передачу.
7 августа 2025 года Чернов вернулся в «Крылья Советов» на правах аренды до конца сезона 2025/26.

## Карьера в сборной
С 2011 года регулярно вызывался Дмитрием Хомухой в юношеские сборные России различных возрастов. В составе сборной до 17 лет принимал участие в чемпионате мира 2013, где россияне дошли до первой стадии плей-офф, сам защитник сыграл во всех четырёх матчах. В 2015 году в составе сборной до 19 лет принимал участие на чемпионате Европы, где сыграл пять матчей и забил два мяча, вместе с командой стал серебряным призёром. По итогам турнира был удостоен звания «Мастер спорта России».
В ноября 2014 года был впервые вызван в молодёжную сборную России. 12 ноября 2014 года дебютировал за команду в товарищеском матче против молодёжной сборной США (3:4). Единственный мяч в составе молодёжной сборной забил 11 сентября 2018 года в матче против молодёжной сборной Сербии (1:2).
В июне 2015 года был впервые вызван тренером Фабио Капелло в состав национальной сборной России. Дебютировал за сборную 7 июня 2015 в матче с Беларусью (4:2), выйдя в стартовом составе. 14 июня 2015 сыграл свой второй матч против сборной Австрии (0:1) в отборе к чемпионату Европы 2016, где вышел на замену на 9-й минуте вместо травмированного Василия Березуцкого. Таким образом, Чернов сыграл за сборную страны не проведя ни минуты в матчах Премьер-лиги.
24 мая 2024 года, спустя девять лет, вновь был вызван в состав сборной России на товарищеский матч против сборной Беларусью.

## Стиль игры
Обладает хорошей базовой техникой, отлично играет головой и владеет хорошим коротким и дальним пасом.

## Достижения
ЦСКА
- Обладатель Суперкубка России (2): 2014, 2018

«Енисей»
- Бронзовый призёр первенства ФНЛ: 2016/17

«Крылья Советов»
- Финалист Кубка России: 2020/21
- Победитель первенства ФНЛ: 2020/21

«Спартак» (Москва)
- Бронзовый призёр чемпионата России: 2022/23
- Обладатель Кубка России: 2021/22

Сборная России (до 19)
- Серебряный призёр чемпионата Европы (до 19 лет): 2015

## Статистика

### Клубная
| Выступление      | Выступление      | Выступление      | Лига | Лига | Кубки | Кубки | Еврокубки | Еврокубки | Итого | Итого |
| Клуб             | Лига             | Сезон            | Игры | Голы | Игры  | Голы  | Игры      | Голы      | Игры  | Голы  |
| ---------------- | ---------------- | ---------------- | ---- | ---- | ----- | ----- | --------- | --------- | ----- | ----- |
| ЦСКА (Москва)    | Премьер-лига     | 2014/15          | 0    | 0    | 2     | 0     | 0         | 0         | 2     | 0     |
| ЦСКА (Москва)    | Премьер-лига     | 2015/16          | 0    | 0    | 1     | 0     | —         | —         | 1     | 0     |
| ЦСКА (Москва)    | Премьер-лига     | 2018/19          | 11   | 0    | 1     | 0     | 5         | 0         | 17    | 0     |
| ЦСКА (Москва)    | Итого            | Итого            | 11   | 0    | 4     | 0     | 5         | 0         | 20    | 0     |
| → Енисей         | ФНЛ              | 2016/17          | 30   | 0    | 3     | 1     | —         | —         | 33    | 1     |
| → Енисей         | Итого            | Итого            | 30   | 0    | 3     | 1     | —         | —         | 33    | 1     |
| → Урал           | Премьер-лига     | 2017/18          | 13   | 0    | 1     | 0     | —         | —         | 14    | 0     |
| → Урал           | Итого            | Итого            | 13   | 0    | 1     | 0     | —         | —         | 14    | 0     |
| 00→ Урал-2       | ПФЛ              | 2017/18          | 2    | 0    | —     | —     | —         | —         | 2     | 0     |
| 00→ Урал-2       | Итого            | Итого            | 2    | 0    | —     | —     | —         | —         | 2     | 0     |
| Крылья Советов   | Премьер-лига     | 2019/20          | 23   | 1    | 0     | 0     | —         | —         | 23    | 1     |
| Крылья Советов   | ФНЛ              | 2020/21          | 30   | 2    | 7     | 1     | —         | —         | 37    | 3     |
| Крылья Советов   | Премьер-лига     | 2021/22          | 14   | 1    | 2     | 0     | —         | —         | 16    | 1     |
| Крылья Советов   | Итого            | Итого            | 67   | 4    | 9     | 1     | —         | —         | 76    | 5     |
| Спартак (Москва) | Премьер-лига     | 2021/22          | 4    | 0    | 3     | 0     | —         | —         | 7     | 0     |
| Спартак (Москва) | Премьер-лига     | 2022/23          | 24   | 0    | 9     | 1     | —         | —         | 33    | 1     |
| Спартак (Москва) | Премьер-лига     | 2023/24          | 17   | 0    | 12    | 0     | —         | —         | 29    | 0     |
| Спартак (Москва) | Премьер-лига     | 2024/25          | 8    | 0    | 3     | 0     | —         | —         | 11    | 0     |
| Спартак (Москва) | Итого            | Итого            | 53   | 0    | 27    | 1     | —         | —         | 80    | 1     |
| → Крылья Советов | Премьер-лига     | 2025/26          | 0    | 0    | 0     | 0     | —         | —         | 0     | 0     |
| → Крылья Советов | Итого            | Итого            | 0    | 0    | 0     | 0     | —         | —         | 0     | 0     |
| Всего за карьеру | Всего за карьеру | Всего за карьеру | 176  | 4    | 45    | 4     | 5         | 0         | 226   | 8     |

1. ↑  Кубок и Суперкубок России

### Матчи за сборную
| Матчи Чернова за сборную России | Матчи Чернова за сборную России | Матчи Чернова за сборную России | Матчи Чернова за сборную России | Матчи Чернова за сборную России | Матчи Чернова за сборную России |
| ------------------------------- | ------------------------------- | ------------------------------- | ------------------------------- | ------------------------------- | ------------------------------- |
| №                               | Дата                            | Соперник                        | Счёт                            | Голы Чернова                    | Турнир                          |
| 1                               | 7 июня 2015                     | Беларусь                        | 4:2                             | —                               | Товарищеский матч               |
| 2                               | 14 июня 2015                    | Австрия                         | 0:1                             | —                               | Отборочные матчи ЧЕ-2016        |

Итого: 2 матча; 1 победа, 1 поражение.